# Liste der Länderspiele der äquatorialguineischen Futsalnationalmannschaft
Die nachfolgende Liste enthält alle Länderspiele der äquatorialguineischen Futsalnationalmannschaft der Männer, die der Fußballverband von Äquatorialguinea, die Federación Ecuatoguineana de Fútbol (FEGUIFÚT), im Jahr 2015 gegründet hat. Futsal ist die einzige von der FIFA anerkannte Variante des Hallenfußballs. Bisher wurden zwei Länderspiele ausgetragen.

## Länderspielübersicht
Legende
- Erg. = Ergebnis
- n. V. = nach Verlängerung
- i. S. = im Sechsmeterschießen
- abg. = Spielabbruch
- H = Heimspiel
- A = Auswärtsspiel
- * = Spiel auf neutralem Platz
- Hintergrundfarbe grün = Sieg
- Hintergrundfarbe gelb = Unentschieden
- Hintergrundfarbe rot = Niederlage

| Nr.                    | Datum      | Erg.      | Gegner |   | Austragungsort                                 | Anlass                                  | Bemerkungen |
| ---------------------- | ---------- | --------- | ------ | - | ---------------------------------------------- | --------------------------------------- | --- |
| 1                      | 06.12.2015 | 2:3       | Sambia | A | Lusaka (ZAM), Olympic Youth Development Centre | Afrikameisterschaft 2016- Qualifikation | Erstes Auswärtsspiel Erste Niederlage Erste Auswärtsniederlage Höchste Niederlage Höchste Auswärtsniederlage Erstes Länderspiel gegen Sambia                                            |
| 2                      | 13.12.2015 | 7:5 n. V. | Sambia | H | Malabo, Polideportivo de Malabo                | Afrikameisterschaft 2016- Qualifikation | Länderspiel wird von der CAF und der FIFA mit 5:4 gewertet, dem Spielstand am Ende der regulären Spielzeit Erstes Heimspiel Erster Sieg Erster Heimsieg Höchster Sieg Höchster Heimsieg |
| Stand: 27. August 2018 |            |           |        |   |                                                |                                         | |

## Statistik
In der Statistik werden nur die offiziellen Länderspiele berücksichtigt.
Legende
- Sp. = Spiele
- Sg. = Siege
- Uts. = Unentschieden
- Ndl. = Niederlagen
- Hintergrundfarbe grün = positive Bilanz
- Hintergrundfarbe gelb = ausgeglichene Bilanz
- Hintergrundfarbe rot = negative Bilanz

### Gegner
| Land   | Kontinentalverband | Sp. | Sg. | Uts. | Ndl. | Torverhältnis |
| ------ | ------------------ | --- | --- | ---- | ---- | ------------- |
| Sambia | CAF                | 2   | 1   | 0    | 1    | 9:8           |
| Gesamt | Gesamt             | 2   | 1   | 0    | 1    | 9:8           |

### Kontinentalverbände
| Kontinentalverband                 | Sp. | Sg. | Uts. | Ndl. | Torverhältnis |
| ---------------------------------- | --- | --- | ---- | ---- | ------------- |
| AFC (Asien)                        | 0   | 0   | 0    | 0    | 0:0           |
| CAF (Afrika)                       | 2   | 1   | 0    | 1    | 9:8           |
| CONCACAF (Nord- und Mittelamerika) | 0   | 0   | 0    | 0    | 0:0           |
| CONMEBOL (Südamerika)              | 0   | 0   | 0    | 0    | 0:0           |
| OFC (Ozeanien)                     | 0   | 0   | 0    | 0    | 0:0           |
| UEFA (Europa)                      | 0   | 0   | 0    | 0    | 0:0           |
| Gesamt                             | 2   | 1   | 0    | 1    | 9:8           |

### Anlässe
| Anlass                                   | Sp. | Sg. | Uts. | Ndl. | Torverhältnis |
| ---------------------------------------- | --- | --- | ---- | ---- | ------------- |
| Afrikameisterschaft-Qualifikationsspiele | 2   | 1   | 0    | 1    | 9:8           |
| Freundschaftsspiele                      | 0   | 0   | 0    | 0    | 0:0           |
| Gesamt                                   | 2   | 1   | 0    | 1    | 9:8           |

### Spielarten
| Spielart                       | Sp. | Sg. | Uts. | Ndl. | Torverhältnis |
| ------------------------------ | --- | --- | ---- | ---- | ------------- |
| Heimspiele (H)                 | 1   | 1   | 0    | 0    | 7:5           |
| Spiele auf neutralem Platz (*) | 0   | 0   | 0    | 0    | 0:0           |
| Auswärtsspiele (A)             | 1   | 0   | 0    | 1    | 2:3           |
| Gesamt                         | 2   | 1   | 0    | 1    | 9:8           |

### Austragungsorte
| Austragungsort | Land             | Sp. | Sg. | Uts. | Ndl. | Torverhältnis |
| -------------- | ---------------- | --- | --- | ---- | ---- | ------------- |
| Lusaka         | Sambia           | 1   | 0   | 0    | 1    | 2:3           |
| Malabo         | Äquatorialguinea | 1   | 1   | 0    | 0    | 7:5           |
| Gesamt         | Gesamt           | 2   | 1   | 0    | 1    | 9:8           |

### Spielergebnisse
|      | Gegentore | Gegentore | Gegentore | Gegentore | Gegentore | Gegentore |
| Tore | 0         | 1         | 2         | 3         | 4         | 5         |
| ---- | --------- | --------- | --------- | --------- | --------- | --------- |
| 0    | -         | -         | -         | -         | -         | -         |
| 1    | -         | -         | -         | -         | -         | -         |
| 2    | -         | -         | -         | 1         | -         | -         |
| 3    | -         | -         | -         | -         | -         | -         |
| 4    | -         | -         | -         | -         | -         | -         |
| 5    | -         | -         | -         | -         | -         | -         |
| 6    | -         | -         | -         | -         | -         | -         |
| 7    | -         | -         | -         | -         | -         | 1         |